# Église Saint-Pierre de Saint-Pierremont (Aisne)
Ne doit pas être confondu avec Église Saint-Pierre de Saint-Pierremont.
L'église Saint-Pierre de Saint-Pierremont (Aisne) est une église située à Saint-Pierremont, en France.

## Description
L'église Saint-Martin est construite en pierre calcaire et en brique. La nef, percée de trois grandes baies de style roman, date du XVIè siècle. L'imposant porche carré en brique, soutenus par quatre contreforts, supporte un clocher couvert d'ardoise qui a été refait au XIXè siècle. Contrairement aux églises des villages environnants, cette église n'est pas fortifiée.

## Galerie

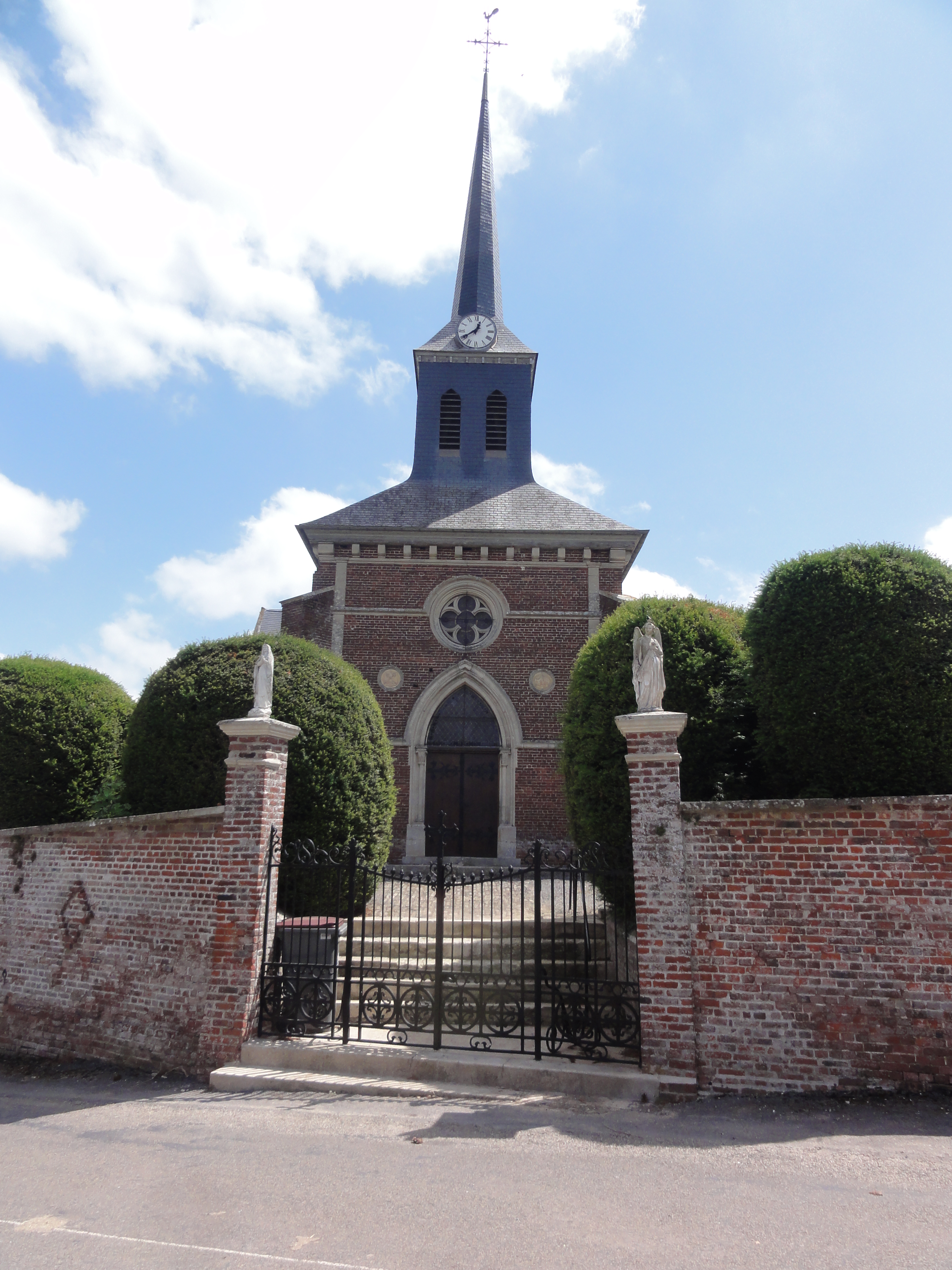
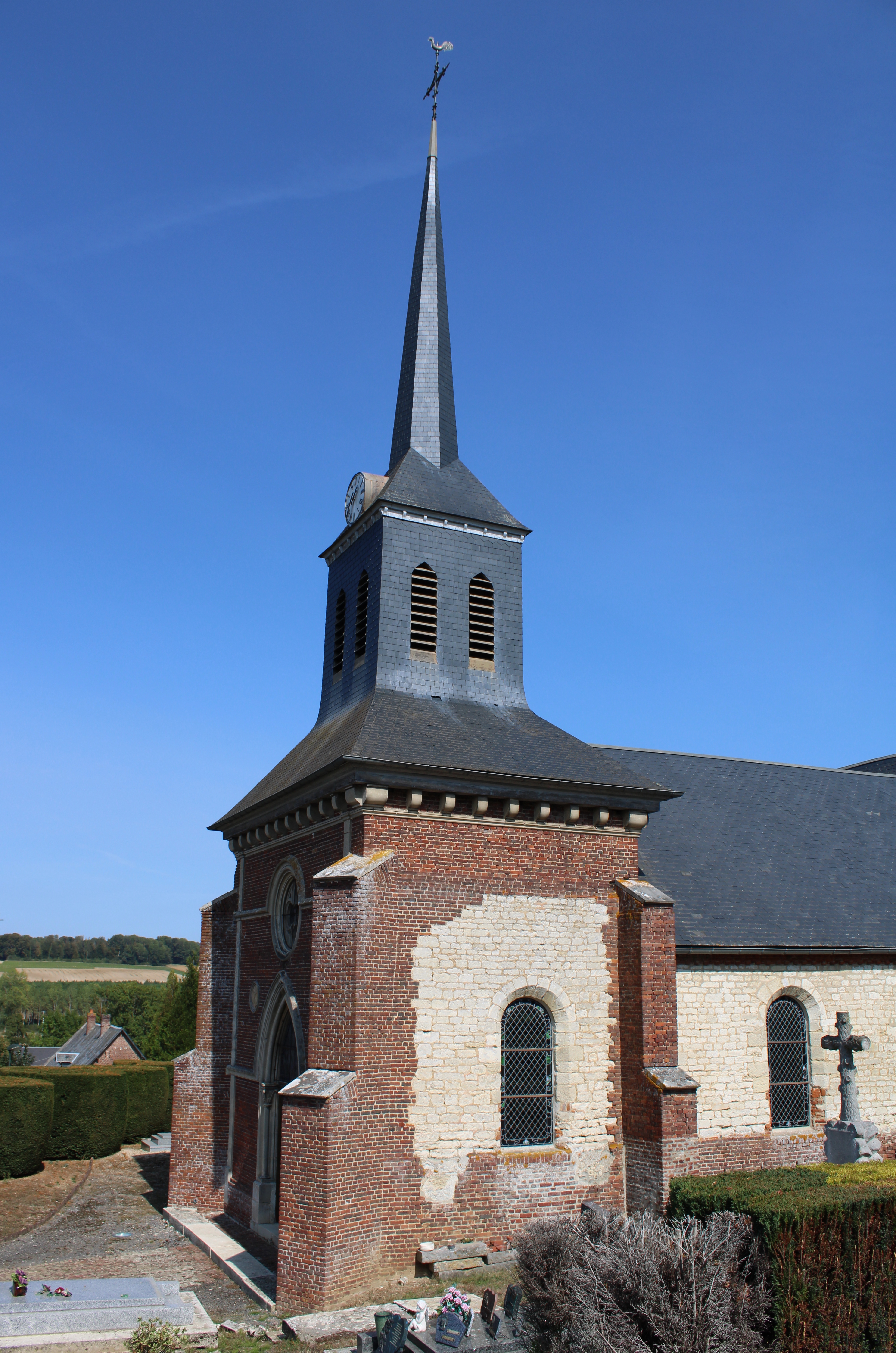
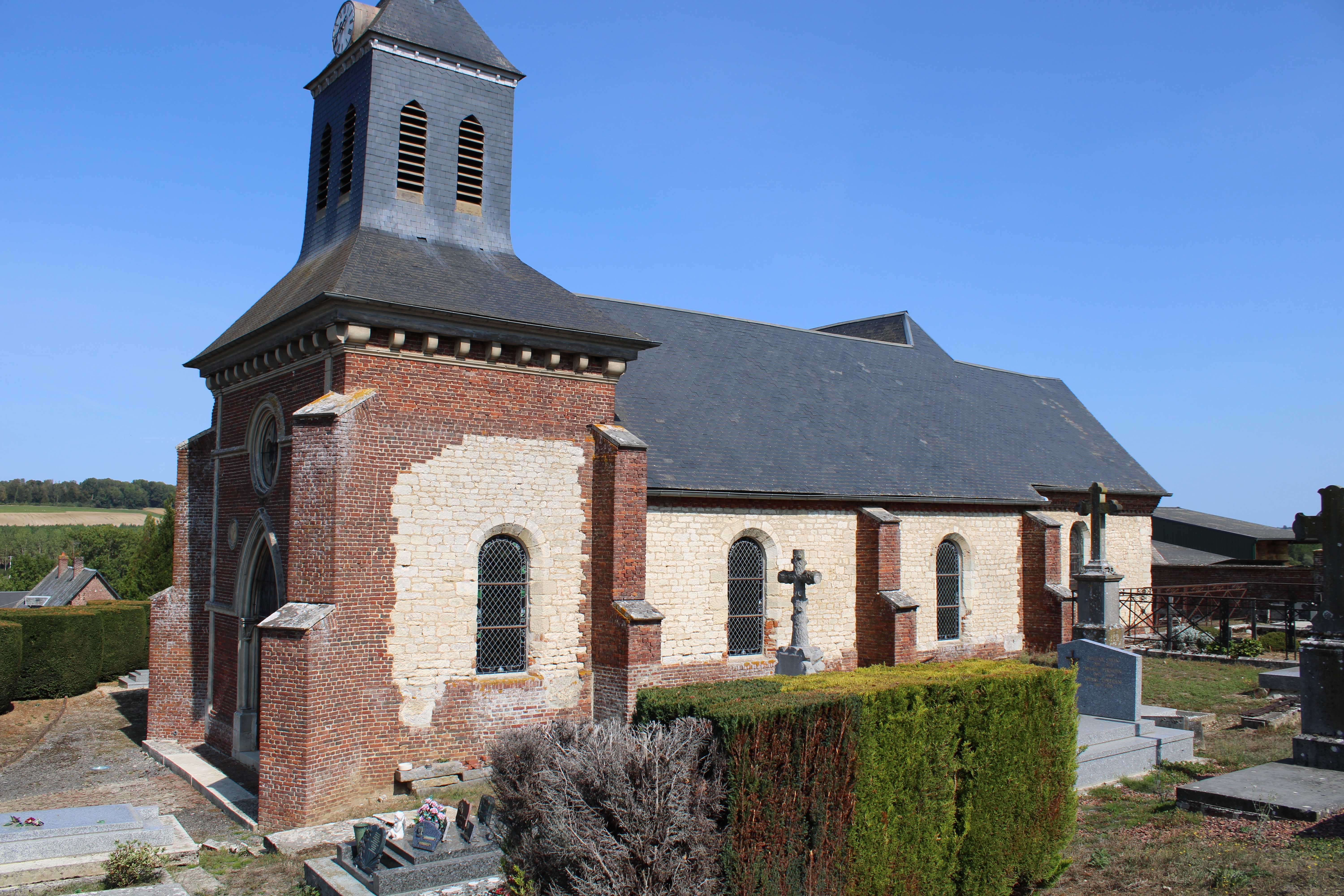
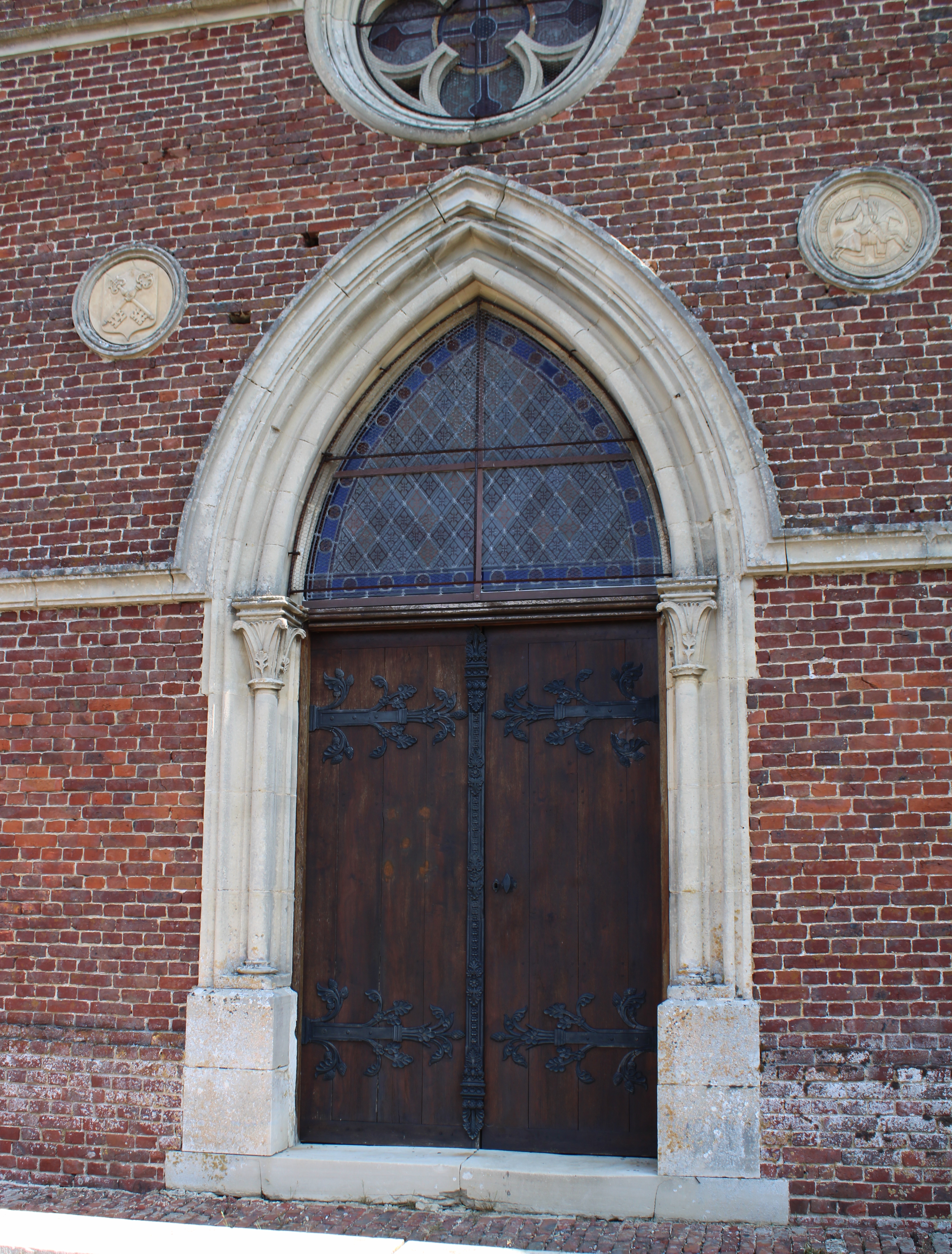
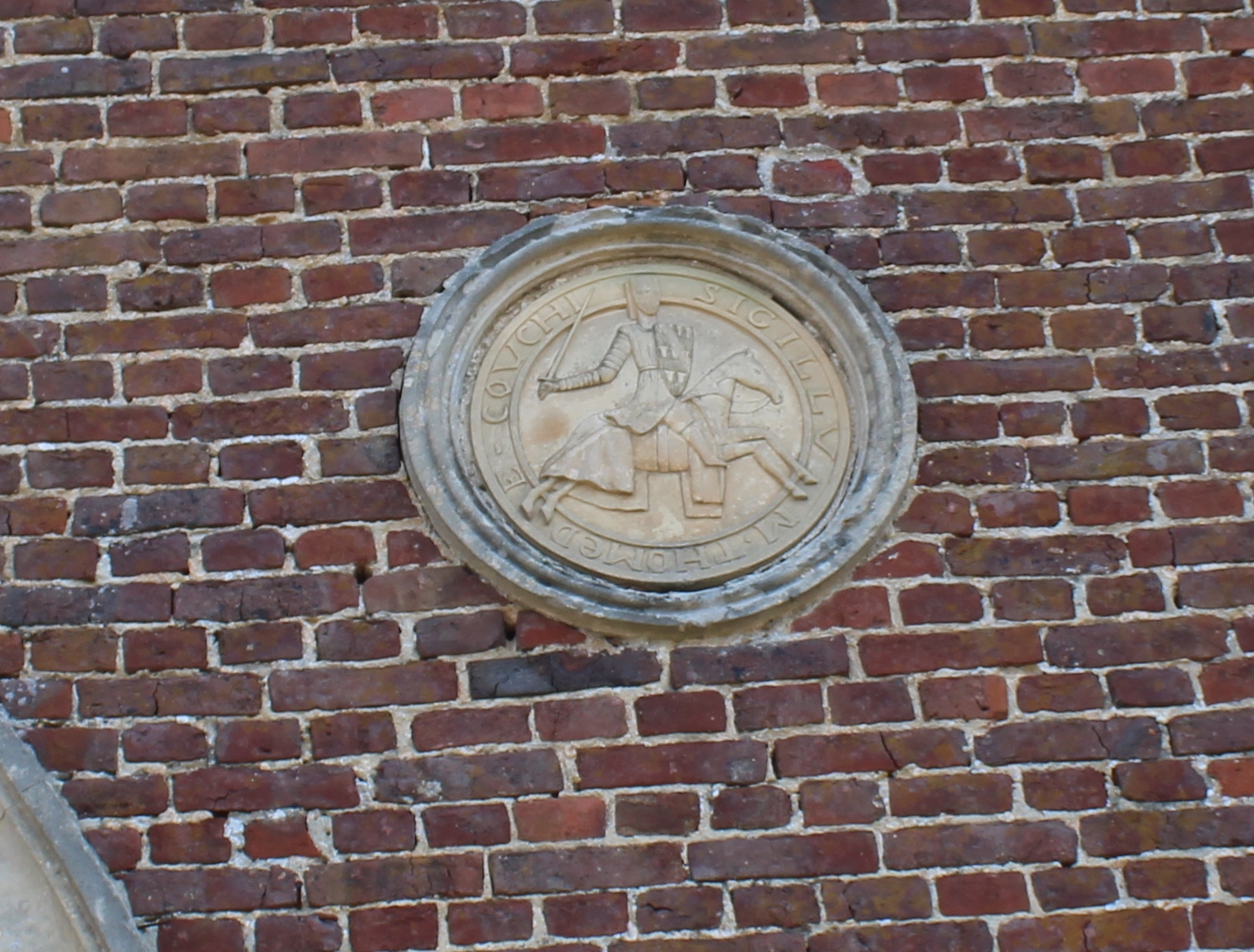

## Localisation
L'église est située sur la commune de Saint-Pierremont, dans le département de l'Aisne.